# Adem Jashari
Adem Jashari (Prekaz, 28 november 1955 - aldaar, 7 maart 1998) was een Kosovaarse-Albanese guerrilla-aanvoerder en oprichter van het UÇK, een paramilitaire eenheid die het opnam tegen het Joegoslavisch leger in de strijd voor een onafhankelijk Kosovo.
Jashari werd in 1955 geboren in het dorpje Prekaz in de gemeente Skënderaj. Hij kwam uit een gezin met Albanees nationalistische ideeën. Zijn voorouders waren guerrilla's die tegen de Joegoslavische autoriteiten hadden gevochten. 
Jashari zelf nam in 1991 voor het eerst deel aan een gewelddadige opstand tegen de Joegoslavische autoriteiten, dit waren de eerste stappen van de oprichting van het UÇK. In 1993 werd hij gearresteerd maar op aandringen van het Albanese leger weer vrijgelaten. Hij keerde hierna terug naar Kosovo waar hij verder ging met het aanvallen van Joegoslavische autoriteiten. In juli 1997 werd hij door de rechtbank veroordeeld voor terrorisme. Na verschillende mislukte pogingen om hem te doden wisten de Servische politie en diens speciale eenheden hem met een mankracht van 100 te overmeesteren in zijn huis in Prekaz. Hierbij doodden zij ook de 57 aanwezige familieleden in Jashari's huis, aan Servische zijde sneuvelden twee politieagenten. Dit was het begin van de aanwakkerende Kosovo-oorlog.

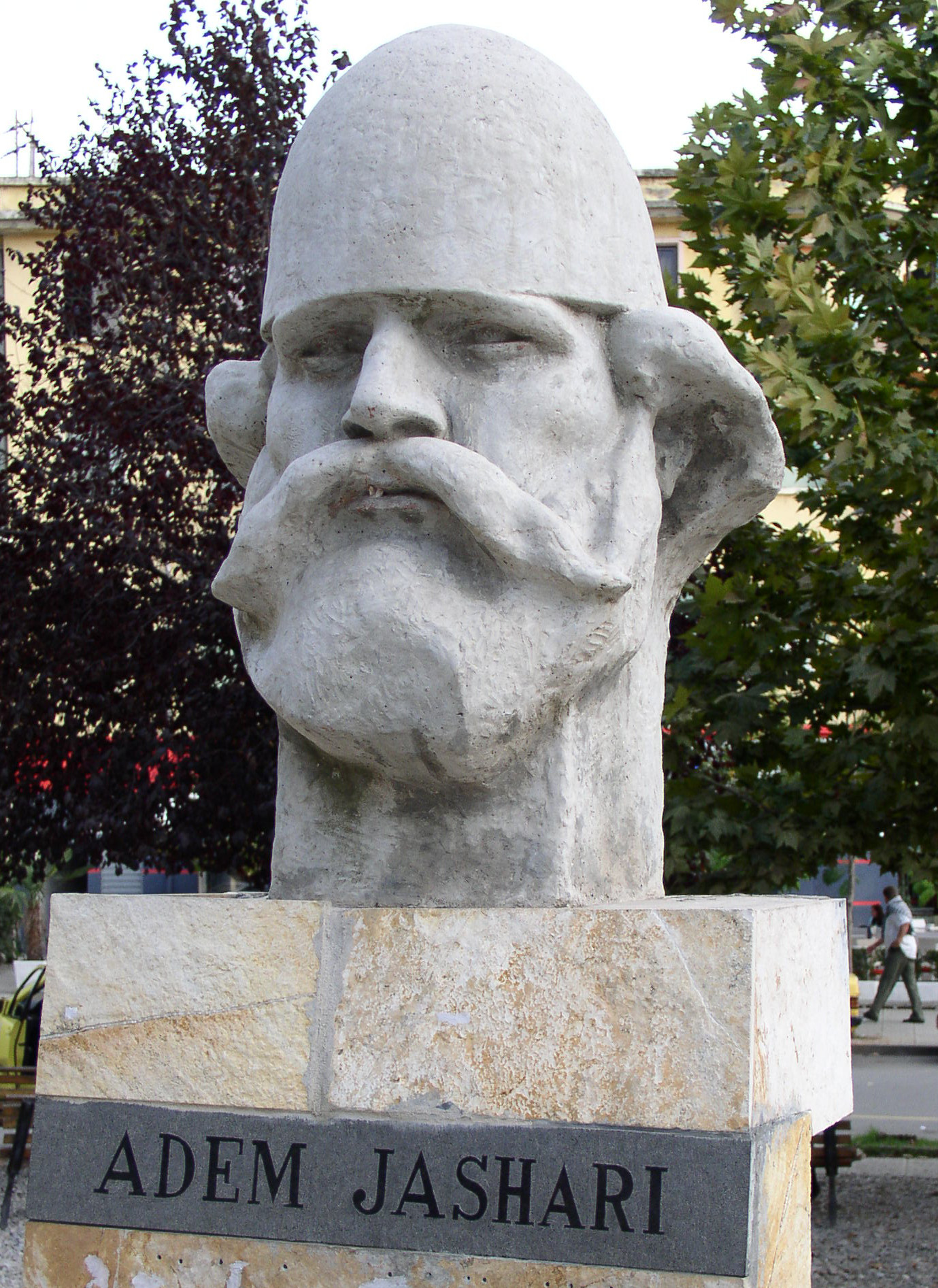
Borstbeeld van Jashari in Tirana, Albanië.

Jashari wordt gezien als de vader van het UÇK en staat voor etnische Albanezen symbool voor de onafhankelijkheid van Kosovo. Hij kreeg enkele onderscheidingen, waaronder de titel Held van Kosovo na de onafhankelijkheidsverklaring in 2008. Het vliegveld en het nationale museum in Pristina zijn naar hem vernoemd, dit geldt ook voor het Olympisch stadion in Mitrovicë.
Slag van Likošane · Slag van Prekaz · Slag van Llapushnik · Slag van Glodjane · Slag om de Belaćevac-kolenmijn · Slag om Lođa · Slag van Orahovac · Slag van Junik · Operatie Fenix · Slag van Podujevo · Slag van Košare · Albanees-Joegoslavische grensconflicten · Slag van Paštrik · Slag om Marec · Hinderlaag bij Mitrovica · Hinderlaag bij Meja · Hinderlaag bij Suharekë · Hinderlaag bij Suva Reka · Hinderlaag bij Kaçanik
Sloveense Oorlog (1991) · Kroatische Oorlog (1991-95) · Bosnische Burgeroorlog (1992-95) · Kroatisch-Bosniakse Oorlog (1992-94) · Kosovo-oorlog (1998-99) · Operatie Allied Force (1999) · Conflict in de Preševo-vallei (2001) · Macedonisch conflict (2001)